# Tsige Duguma
Tsige Duguma (født 2001) er en etiopisk atlet, som deltager i mellemdistanceløb.
Hun repræsenterede Etiopien under sommer-OL 2024 i Paris, hvor hun tog sølv på 800 meter.